# Dibolia weisei
Dibolia weisei es una especie de insecto coleóptero de la familia Chrysomelidae.
Fue descrita científicamente en 1981 por Mohr.